# Sulanjärvi
Sulanjärvi är en sjö i Gällivare kommun i Lappland och ingår i Luleälvens huvudavrinningsområde. Sjön har en area på 0,254 kvadratkilometer och ligger 455 meter över havet. Sulanjärvi ligger i Sjaunja Natura 2000-område.

## Delavrinningsområde
Sulanjärvi ingår i det delavrinningsområde (746552-167396) som SMHI kallar för Mynnar i Miessilompolo. Medelhöjden är 456 meter över havet och ytan är 2,04 kvadratkilometer. Det finns ett avrinningsområde uppströms, och räknas det in blir den ackumulerade arean 4,49 kvadratkilometer. Vattendraget som avvattnar avrinningsområdet har biflödesordning 3, vilket innebär att vattnet flödar genom totalt 3 vattendrag innan det når havet efter 254 kilometer. Avrinningsområdet består mestadels av skog (32 procent) och sankmarker (48 procent). Avrinningsområdet har 0,4 kvadratkilometer vattenytor vilket ger det en sjöprocent på 19,6 procent.